# Vril Dox
Vril Dox del planeta Colu es un personaje de ficción de DC Comics. Dox es hijo de Brainiac, uno de los mayores enemigos de Superman, y un ancestro de Querl Dox, Brainiac 5 de la Legión de Super Héroes.

## Edad de Plata
Vril Dox era un joven coluano que había sido adoptado por los Computadores Tiranos para ser hijo de Brainiac. Más tarde escapó y lideró una rebelión en contra de los Tiranos.

## Post-Crisis
Vril Dox II es un clone creado por su "padre" Vril Dox I (Brainiac). Como hijo de Brainiac, ha heredado la inmensa inteligencia de su padre y su ética maquiavélica.
Vril Dox es el fundador de la fuerza policial interplanetaria llamada L.E.G.I.O.N., que fue creada por medio del asesinato cuando Vril y sus aliados destruyeron un cartel criminal de la droga.
Dox intenta manipular a toda persona con la que se cruza, sin aceptar cuando estas no siguen su plan. Ha conseguido cierto grado de control sobre el cazarrecompensas Lobo, principalmente gracias a su inteligencia.
Dox tiene un hijo que se ha rebelado contra su padre y usurpado el mando de su organización. Sin embargo, Dox ha recuperado el control de L.E.G.I.O.N luego de realizar un trato con un demonio, ofreciendo el alma de uno de sus descendientes no natos.